# 蔚山文殊棒球場
蔚山文殊棒球場（韓語：울산문수야구장），是韓國的一座棒球場，位於蔚山廣域市南區，於2014年3月22日落成啟用，落成後做為韓國職棒樂天巨人隊的第二主場暨二軍球場。

## 重要賽事
- 韓國職棒全明星賽：2018年

## 外部連結
- 蔚山文殊棒球場在台灣棒球維基館上的頁面（繁體中文）